# Dieren (biologie)
De dieren (Animalia) vormen een rijk van meercellige levende wezens die tot de eukaryoten behoren. Dieren zijn een zeer diverse groep levensvormen, die zich voeden met organisch materiaal, zuurstof inademen, en zich in de regel geslachtelijk voortplanten. De meeste dieren kunnen zich actief voortbewegen en op prikkels uit hun omgeving reageren, die ze opvangen met hun zintuigen. Er zijn meer dan 1.5 miljoen diersoorten beschreven, waarvan ruim 1 miljoen tot de insecten behoren. De wetenschap die het dierenrijk bestudeert heet de zoölogie.
Bijna alle levende diersoorten behoren tot de Bilateria, een grote groep waarvan de vertegenwoordigers een tweezijdig symmetrisch bouwplan hebben. De Bilateria kan, op basis van verschillen in de embryonale ontwikkeling, verdeeld worden in twee evolutionaire hoofdlijnen: de Protostomia, waaronder de wormen, geleedpotigen en weekdieren vallen, en de Deuterostomia, waartoe de stekelhuidigen en chordadieren (en gewervelden) behoren. De oudste fossielen van de eerste dieren zijn ruwweg 540 miljoen jaar oud. Dit waren relatief eenvoudige zeewezens, die een snelle diversificatie ondergingen gedurende de Cambrische explosie.
De classificatie en indeling van het dierenrijk is door de geschiedenis heen sterk veranderd. Carl Linnaeus ontwikkelde in 1758 het eerste hiërarchische systeem, Systema naturae, maar richtte zich vooral op gewervelden. Deze classificatie werd in 1809 door Jean Lamarck uitgebreid naar veertien fyla. Ernst Haeckel verdeelde het dierenrijk een eeuw later onder in de meercellige Metazoa en de eencellige Protozoa. Tegenwoordig worden diersoorten meestal geclassificeerd op basis van moleculair-genetische technieken, die zeer precies evolutionaire verwantschappen kunnen aantonen.

## Naamgeving
Het Nederlandse woord 'dier' is waarschijnlijk afgeleid van het slavische duchŭ, wat 'adem' of 'geest' betekent. De door Linnaeus geïntroduceerde benaming Animalia, afgeleid van het Latijnse animalis, heeft een vergelijkbare betekenis. In de moderne biologie wordt het dierenrijk veelal aangeduid met de wetenschappelijke naam Metazoa. In de alledaagse omgangstaal bestaat er doorgaans een onderscheid tussen mens en dier. In dit artikel wordt de wetenschappelijke betekenis gehanteerd.

## Kenmerken
Dieren vertonen een gigantische diversiteit in lichaamsbouw, leefwijze en gedrag. Toch onderscheiden ze zich op verschillende manieren van andere levende wezens, zoals planten en schimmels. Dieren zijn eukaryotische organismen, wat betekent dat ze uit relatief complexe cellen bestaan waarin het genetisch materiaal in een celkern ligt opgeslagen. Het lichaam van dieren is per definitie meercellig, en ontwikkelt zich uit een embryo dat gevormd wordt na de versmelting van een zaadcel en eicel.
Dieren zijn niet in staat hun eigen voedsel aan te maken, maar onderhouden zich met organisch materiaal van andere wezens (een heterotrofe levenswijze). De meeste dieren hebben voor hun voedelvoorziening het vermogen geëvolueerd om zich actief voort te bewegen, en bezitten gespecialiseerde zintuigen waarmee ze hun omgeving waarnemen. Sommige dieren zijn slechts in een bepaald deel van hun levenscyclus tot voortbeweging in staat. Zo kunnen koralen, die zich vastzetten in de zeebodem, alleen als larve door het water rondbewegen. In tegenstelling tot schimmels – eukaryoten die ook heterotroof zijn en van andere organismen leven – wordt het voedsel bij dieren meestal inwendig verteerd. Op een enkele uitzondering na zijn dieren strikt aerobe levensvormen die zuurstof uit het water of de lucht nodig hebben om te overleven.

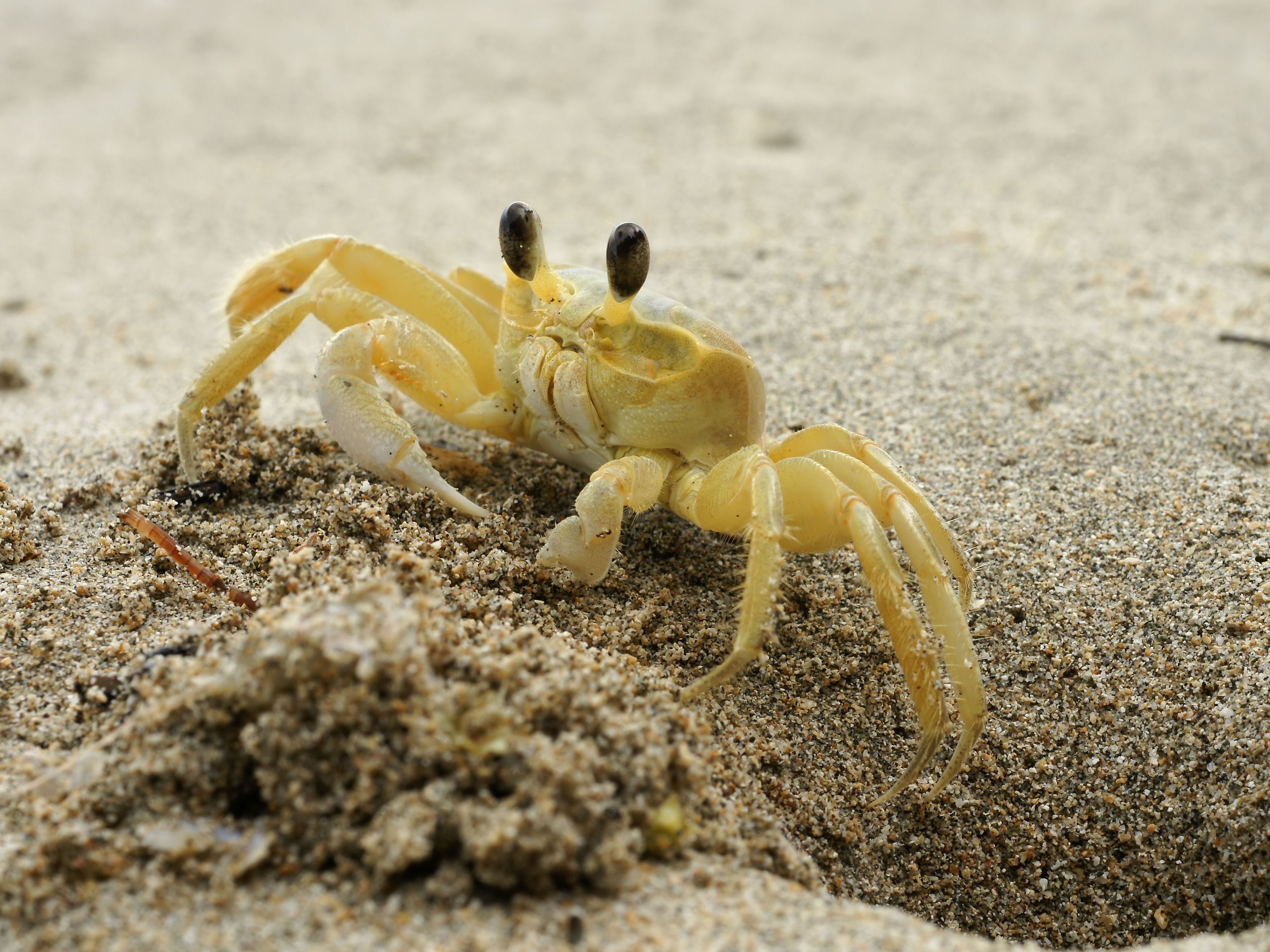
Dieren bewegen zich vaak actief voort, zoals deze voedselzoekende krab
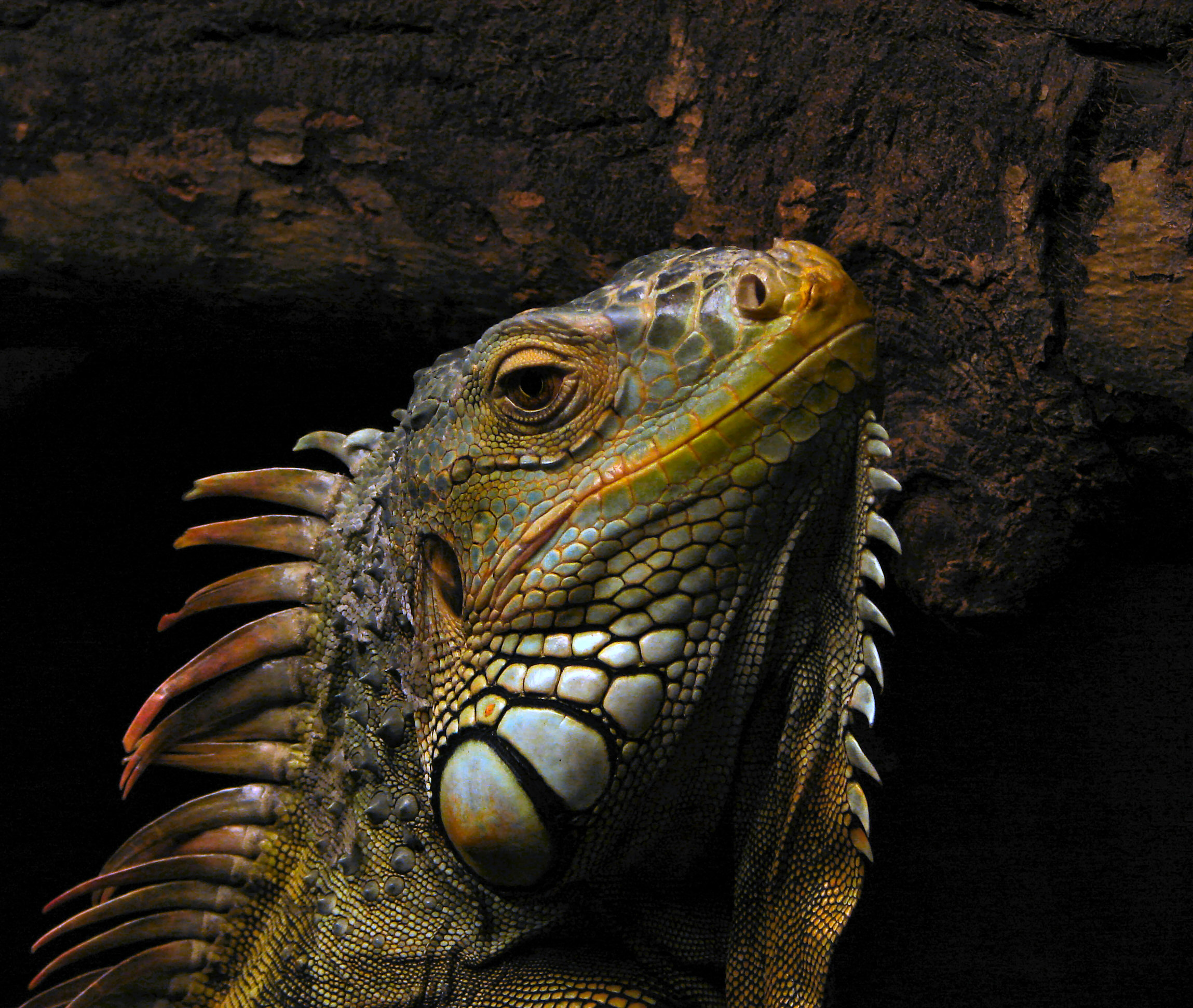
Reptielen hebben scherpe zintuigen waarmee ze hun omgeving waarnemen
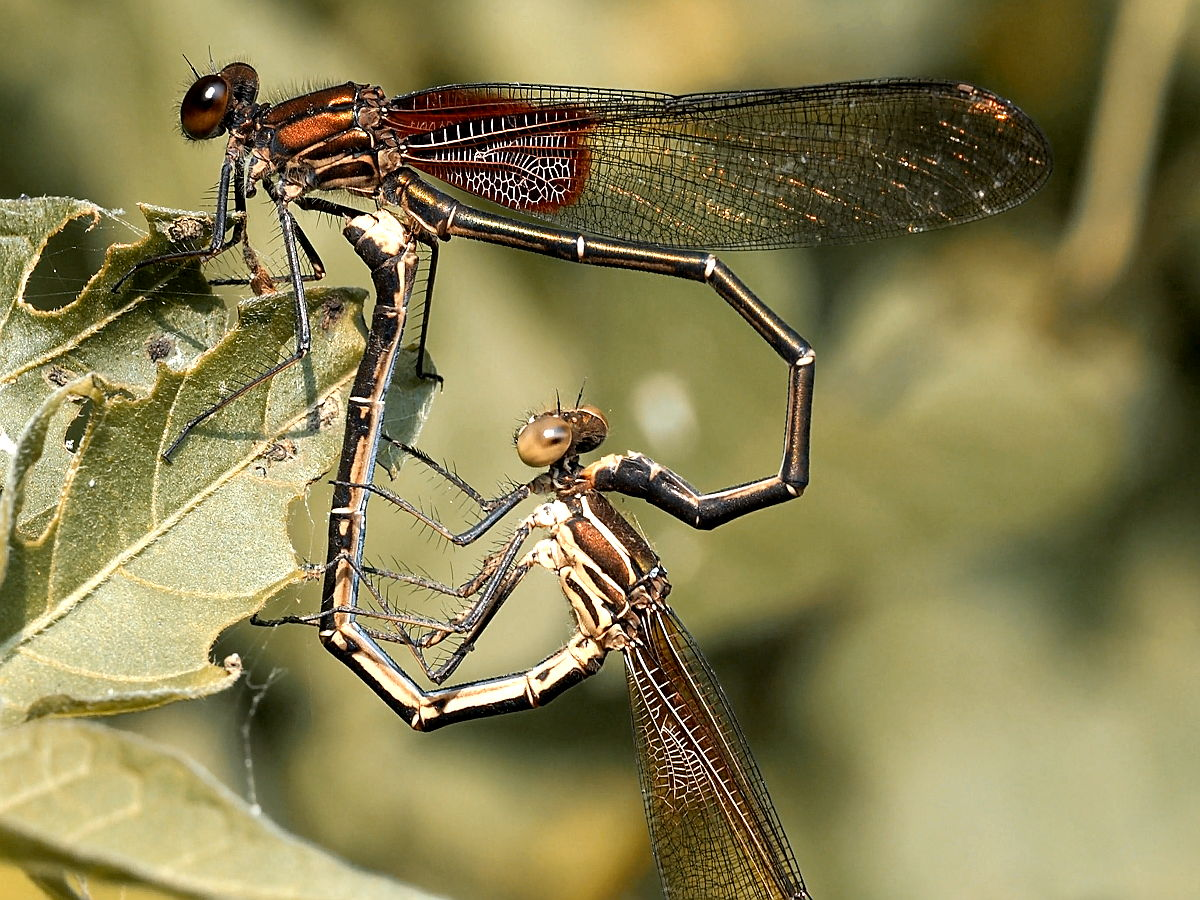
Juffers planten zich net als andere dieren geslachtelijk voort

### Cellen en weefsels

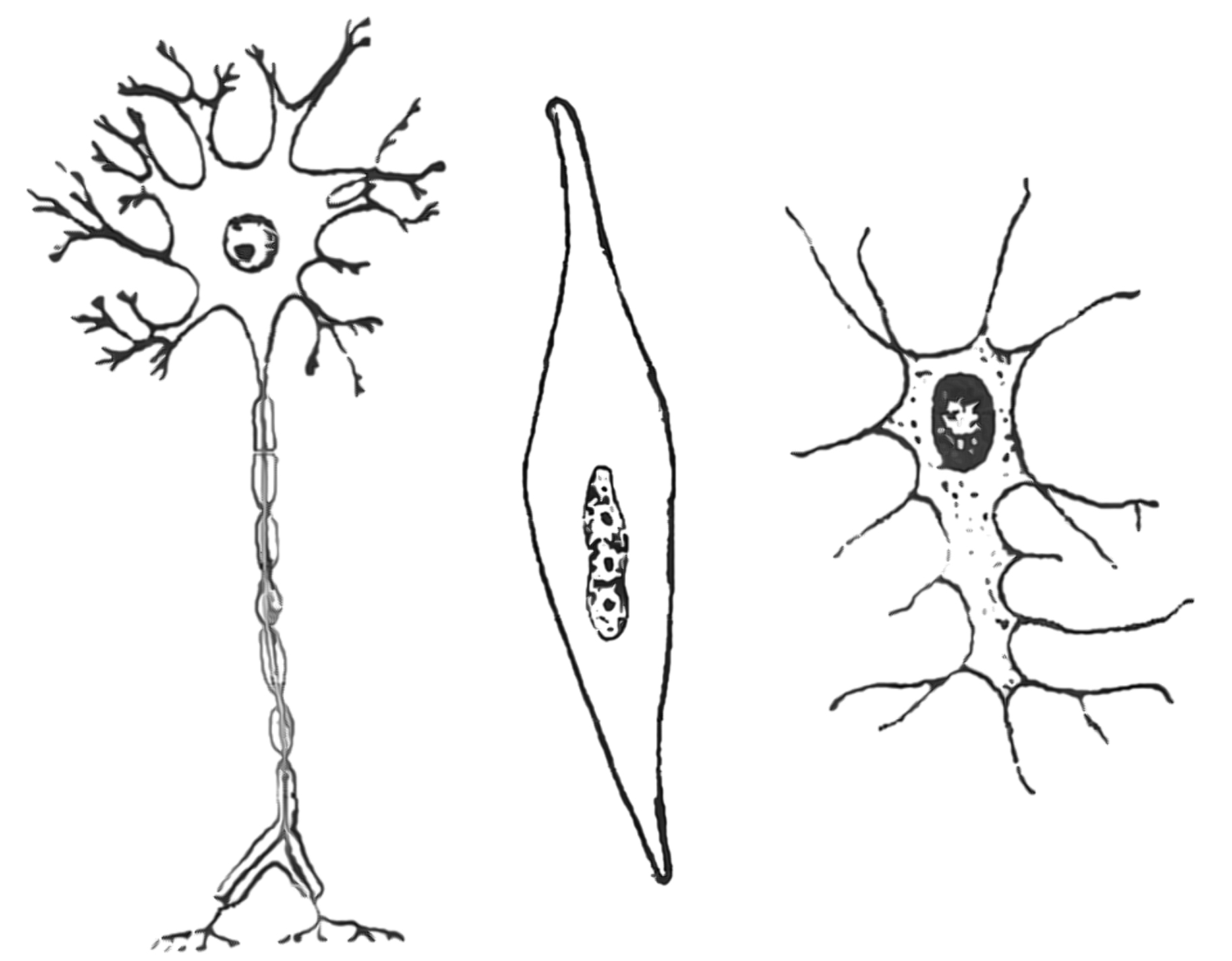
Illustraties van enkele dierlijke celtypen: een zenuwcel, een spiercel en beencel

De cellen van dieren lijken op die van andere eukaryoten, maar hebben een unieke wijze van organisatie. Dierlijke cellen hebben namelijk nooit een celwand, een structuur die wel voorkomt bij de cellen van planten, wieren en schimmels. Dierlijke cellen worden in plaats daarvan omgeven door een extracellulaire matrix bestaande collagenen en glycoproteïnen. Collageen is een typisch voorbeeld van een eiwit dat alleen in het dierenrijk te vinden is. De extracellulaire matrix vormt een flexibel raamwerk waarop cellen kunnen groeien, bewegen en zich kunnen specialiseren. Dierlijke cellen functioneren bijna altijd in onderlinge samenhang, en staan met elkaar in verbinding via karakteristieke tight junctions and gap junctions.
Dierlijke cellen organiseren zich in weefsels: groepen van samenhangende cellen die onderling dezelfde functie vervullen. Spierweefsels zijn bijvoorbeeld verantwoordelijk voor de beweging van het lichaam, zenuwweefsels voor de geleiding van zenuwimpulsen. Spier- en zenuwcellen ontstonden al vroeg in de evolutie van het dierenrijk, en zijn dus bij vrijwel alle vertegenwoordigers aanwezig. Het vermogen om de omgeving waar te nemen en via beweging te reageren, ligt ten grondslag aan veel adaptaties die dieren van andere levende wezens onderscheiden.

## Voortplanting en ontwikkeling
Bijna alle dieren planten zich geslachtelijk voort. Dit betekent dat een mannelijk en een vrouwelijk individu nodig zijn voor het voortbrengen van nakomelingen. Bij de meeste diersoorten bevrucht een kleine, geflagelleerde zaadcel een grotere, niet-beweeglijke eicel. Beide geslachtscellen dragen een gehalveerd aantal chromosomen, en worden haploïd genoemd. De bevruchte eicel (zygote) bevat genetisch materiaal van beide ouders en is diploïd. Bij alle dieren is de diploïde fase veruit het belangrijkste onderdeel van de levenscyclus. Hiermee onderscheiden de dieren zich van planten en schimmels, die ook een lange haploïde fase kunnen hebben.

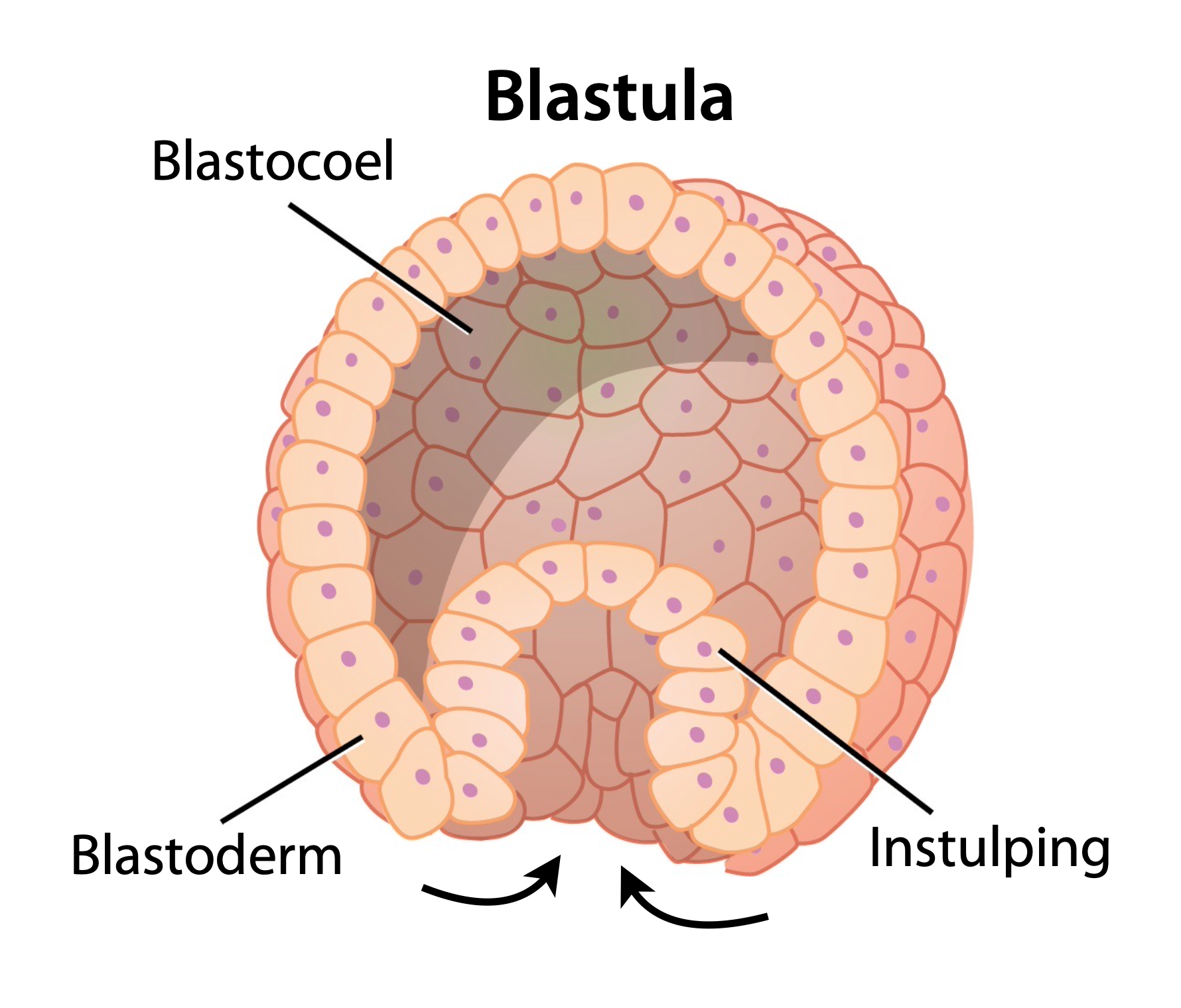
De blastula, een vroeg stadium van de dierlijke embryonale ontwikkeling, stulpt in en vormt daarbij een binnen- en een buitenlaag (endoderm en ectoderm)

Na de bevruchting ondergaat de zygote een aantal klievingsdelingen: een reeks mitotische celdelingen waarin het vroege embryo nog niet in grootte toeneemt. Na verloop van tijd wordt een karakteristiek embryonaal stadium bereikt, de blastula, dat bij veel diersoorten de vorm heeft van een hol balletje. De blastula stulpt vervolgens in (gastrulatie) en ontwikkelt daarbij een aantal primordiale embryonale lagen, de zogenaamde kiembladen. Uit de kiembladen zullen zich de verschillende weefsels en organen ontwikkelen.
Sommige primitieve dieren, zoals neteldieren, vormen twee kiembladen: het ectoderm en endoderm. Deze dieren worden diploblastisch genoemd. Verreweg de meeste dieren hebben drie kiembladen – ectoderm, endoderm en mesoderm – en zijn triploblastisch. Omdat de embryonale ontwikkeling in grote lijnen bij alle dieren hetzelfde is, werden kiemlagen al door vroege zoölogen gebruikt als een eenvoudige manier om het dierenrijk in een aantal duidelijke groepen onder te verdelen.
Hoewel sommige dieren, waaronder de mens, zich geleidelijk en rechtstreeks tot een volwassen individu (adult) ontwikkelen, hebben veel soorten ergens in hun levenscyclus een larvaal stadium. Een larve is een jong, meestal recentelijk uit het ei gekomen dier dat morfologisch gezien afwijkt van het latere, volwassen stadium. Een larve voedt zich met uiteenlopende voedingsbronnen, soms in een omgeving waar het volwassen dier niet kan overleven (bijvoorbeeld in het water). Na verloop van tijd ondergaat de larve een metamorfose, een overgang naar een volwassen stadium waarin het dier geslachtsrijp is.

### Hox-genen
Ondanks dat dieren zeer uiteenlopende lichaamsvormen ontwikkelen, wordt de ontwikkeling bij alle soorten volgens dezelfde genetische principes aangestuurd. Alle bekende dieren bezitten specifieke regulerende genen die als taak hebben om ontwikkelingsgenen op het juiste moment aan te zetten. Veel van deze regulerende genen bevatten een sequentie die men de homeobox noemt. Alle vertegenwoordigers van het dierenrijk hebben zulke homeoboxgenen, kortweg Hox-genen. Men vermoedt hierdoor dat hox-genen al zeer vroeg in de evolutie zijn ontstaan. Hox-genen spelen een centrale rol in de dierlijke ontwikkeling. Ze reguleren de expressie van andere genen die bijvoorbeeld de lichaamsas bepalen, de segmentatie vastleggen of andere aspecten van het lichaamsplan determineren.

## Ecologie en gedrag

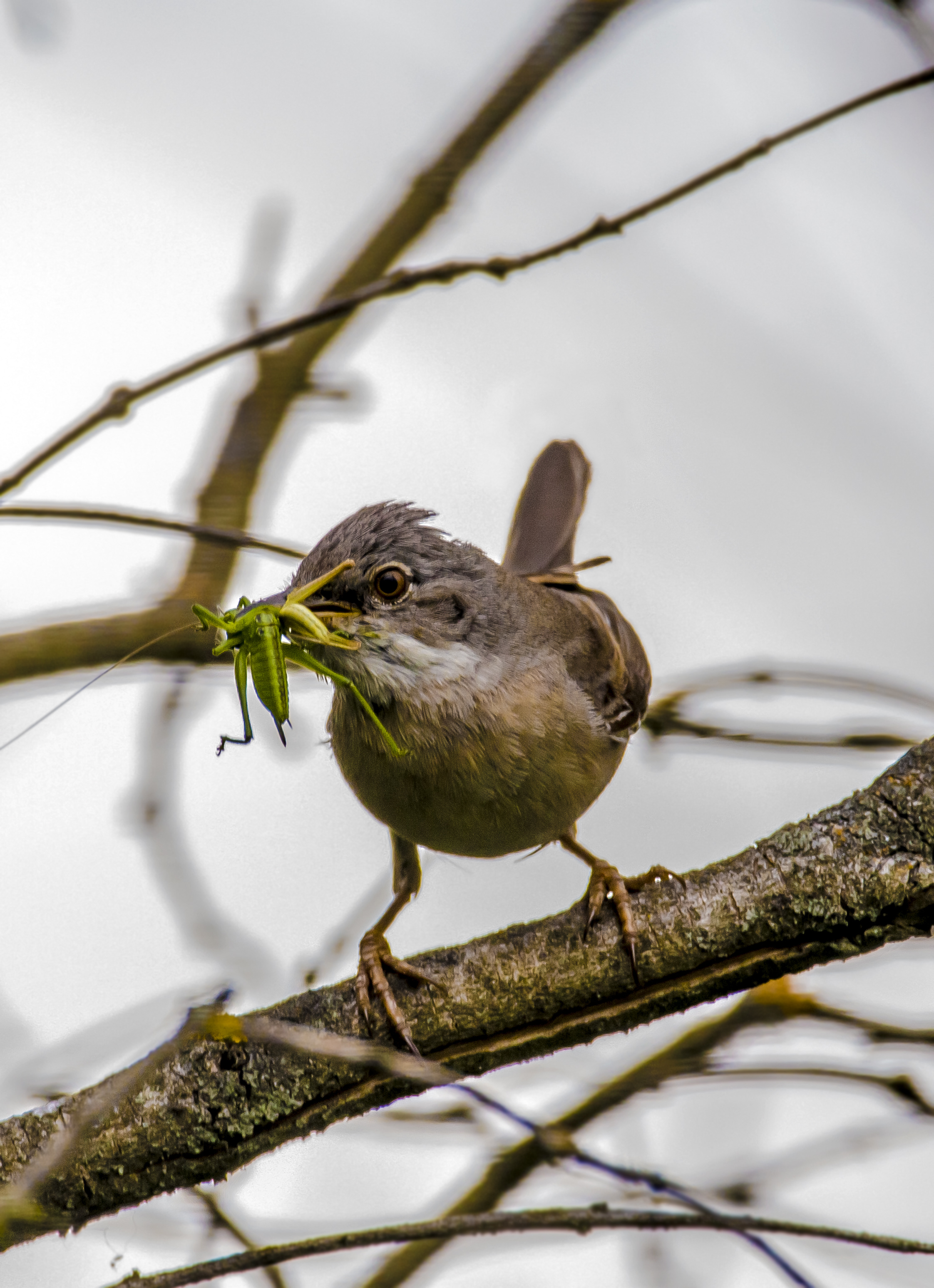
Predatoren, zoals deze grasmus, gaan actief op zoek naar hun voedsel, de prooi

Dieren vertonen complexe interacties met elkaar en hun omgeving. Om in leven te blijven, moeten dieren zich voeden met andere dieren, met plantaardig materiaal, met biologisch afval of organische deeltjes. Op basis van de voedingswijze kunnen dieren verdeeld worden in ecologische groepen, zoals carnivoren (vleeseters), herbivoren (planteneters), omnivoren (alleseters) en detrivoren (afvaleters). Sommige dieren leven uitsluitend van deeltjes die ze uit het water filteren, de zogenaamde filtervoeders. Het dieet van een dier kan veelzijdig zijn en variëren met voedselbeschikbaarheid.
De voedselrelaties tussen dieren zijn ingewikkeld, en worden in de ecologie vaak beschreven als een keten. Een voedselketen bestaat uit een aantal trofische niveaus (schakels). De meeste voedselketens beginnen met een plant of een eencellige; gevolgd door een herbivoor dier als primaire consument; en daarna een korte of lange reeks predatoren. Omdat predatoren vaak van verschillende prooien leven, lopen voedselketens in elkaar over. Het resultaat is een complex voedselweb.
Dieren komen voor in vrijwel alle leefomgevingen op aarde, zoals in de zee, zoet water, moerassen, bossen, graslanden, toendra's, woestijnen, steppen en in de lucht. Het lichaam is vaak in bepaalde mate aangepast aan de milieufactoren waaraan het dier blootstaat. Dieren zijn niet bijzonder hittebestendig; zeer weinig van hen kunnen overleven bij aanhoudende temperaturen van boven 50 °C. Slechts enkele diersoorten (vooral nematoden) overleven de extreme kou van continentaal Antarctica.
Gedrag komt tot stand in de interactie tussen dier en zijn omgeving, en is gedeeltelijk erfelijk bepaald. Onder invloed van variaties in gedrag tussen individuen, ontstaat door natuurlijke selectie een doelmatig gedrag dat een maximale overlevingskans geeft. Bij alle dieren komen bepaalde gedragspatronen voor – zoals het zoeken naar voedsel, voortplanting, verdediging – maar de exacte uitvoering verschilt tussen diersoorten. Sommige gedragspatronen zijn soortspecifiek en aangeboren (instinct). Andere zijn variabeler en kunnen in de loop van de tijd worden aangeleerd. Het gedrag van een dier kan onder invloed van cognitieve ontwikkeling zeer geavanceerd worden: sommige inktvissen, vogels en zoogdieren vertonen bijvoorbeeld vormen van inzicht en probleemoplossing.

## Onderverdeling van het dierenrijk
| Stamboom van de dieren binnen de Unikonta - Supergroep Unikonta - Rijk Amoebozoa - Opisthokonta - Rijk Fungi (schimmels) - Rijk Animalia (dieren) - Choanozoa (Choanoflagellata) - Metazoa - Onderrijk Parazoa (sponsachtigen) - Stam Porifera (sponsdieren) - Stam Placozoa (plakdiertjes) - Radiata (dieren met een radiale symmetrie) - Stam Cnidaria (neteldieren) - Stam Ctenophora (ribkwallen) - Bilateria - Stam Xenacoelomorpha - Onderstam Acoelomorpha - Onderstam Xenoturbellida - Nephrozoa - Protostomata (oermondigen) - Chaetognatha (pijlwormen) - - Ecdysozoa (o.a. geleedpotigen en rondwormen) - Lophotrochozoa - Deuterostomia - Ambulacraria - Stam Hemichordata (kraagdragers) - Stam Echinodermata (stekelhuidigen) - Stam Chordata (chordadieren) - Onderstam Cephalochordata (schedellozen) - Onderstam Tunicata (manteldieren) - Onderstam Vertebrata (gewervelden) |

Het dierenrijk kan in vier hoofdgroepen (onderrijken) onderverdeeld worden op basis van complexiteit en het al of niet bezitten van bepaalde geavanceerde kenmerken:
- Animalia (dieren)
  - Choanozoa (Choanoflagellata)
  -  Metazoa, met:
    - Parazoa (sponsachtigen)
    - Mesozoa (middendiertjes)
    -  Eumetazoa (orgaandieren)

De choanozoa zijn eencellig en hebben een flagel waaromheen een kraag van microvilli staat. De Parazoa worden gevormd door sponzen, waarvoor kenmerkend is dat ze wel samenwerkende cellen, maar geen samenhangende organen en weefsels hebben. De cellen van de sponzen zijn vergelijkbaar met die van de eencellige Choanozoa. Tegenover de Parazoa worden de Eumetazoa gesteld, die wel organen en weefsels hebben, en met name een darmholte of -kanaal. De Mesozoa staan daar tussenin en bestaan meestal slechts uit een plakje weefsel met een duidelijke boven- en onderzijde, maar geen echte darmholte.
De Eumetazoa of orgaandieren worden verder onderverdeeld in twee hoofdgroepen (geen taxon), gebaseerd op hun uiterlijke symmetrie:
- Eumetazoa
  - Radiata, die radiaal symmetrisch zijn
  -  Bilateria, die tweezijdig symmetrisch zijn

Typerend voor Eumetazoa is het bezit van een compartiment binnen in het lichaam waar het voedsel wordt verzameld en verteerd. Bij Radiata is dit een darmholte, en het dier heeft geen echte linker of rechterzijde, maar een radiale symmetrie (denk bijvoorbeeld aan een zeeanemoon of een kwal). De Bilateria zijn tweezijdig symmetrisch, ze hebben dus een duidelijk linker- en rechterzijde (en voor- en achterkant). Sommige Bilateria, zoals platwormen (Platyhelminthes), hebben een darmholte met maar één opening. Bij de meeste andere Bilateria is er echter sprake van een darmkanaal, waarbij er voedsel de ene kant inkomt (mond) en de andere kant weer uit (anus).
Een verdere indeling van de Bilateria is in de volgende twee groepen:
- Bilateria
  - Protostomia (Oermondigen)
  -  Deuterostomia

Deze indeling is met name gebaseerd op de ontwikkeling van het embryo. In de allervroegste stadia bestaat het embryo uit een met vocht gevuld bolletje cellen (of 'morula') waar zich op een gegeven moment een 'oermond' vormt door het indeuken van een zijde naar binnen toe, die binnenin de morula een holte vormt. Dit heet de blastulafase en lijkt op de toestand bij Radiata. Bij de oermondigen ontwikkelt de oermond zich tot de mond in het volwassen dier en vormt zich secundair een anus. Bij de nieuwmondigen daarentegen, ontwikkelt de oermond zich tot de anus in het volwassen stadium en vormt de mond zich secundair.
Sommige Bilateria ontwikkelen secundair een oppervlakkige radiale symmetrie. Een voorbeeld bij uitstek vormt de stam van de stekelhuidigen, waaronder de zeesterren, die een vijfvoudige radiale symmetrie ontwikkelen vanuit een bilateraal larvaal stadium.

## Oorsprong en evolutie
De dominerende opvatting is dat de meercellige dieren geëvolueerd zijn uit kolonievormende eencellige choanoflagellaten-voorouders. Dit zijn zweepdiertjes met een kraag rond de zweepstaart. De morfologie van deze eencelligen lijkt namelijk sterk op bepaalde lichaamscellen van de sponsdieren (de choanocyten), en gelijksoortige kraagcellen komen in het gehele dierenrijk voor.

## Dieren als menselijke voedingsbron
Vele organismen zijn voor hun bestaan afhankelijk van het consumeren van producten of lichamen van andere organismen en de mens is daarop geen uitzondering. Wel typisch menselijk is het grootschalige en systematische ingrijpen in natuurlijke processen om de hoeveelheid beschikbaar voedsel te vergroten. In zekere zin is de domesticatie en teelt van planten- en diersoorten het begin van alle cultuur. Daar komt bij dat de mens ook dierlijk voeder verzamelt of kweekt voor sommige huisdieren.
In deze paragraaf wordt met de term 'dier' uitsluitend verwezen naar niet-menselijke dieren. Menselijk kannibalisme is nooit een systematische bron van voeding geweest, maar vindt uitsluitend in een rituele context of in extreme noodsituaties plaats.

### Dieren als producent
Veel zoogdieren zijn gedomesticeerd voor de menselijke consumptie van hun melk of van daaruit afgeleide zuivelproducten zoals kaas en boter. De belangrijkste melkveesoort zijn runderen. Andere dieren die voor hun melkproductie worden gehouden, zijn waterbuffels, geiten, schapen, kamelen, ezels, paarden, rendieren en jaks.
Mensen eten ook de eieren van grote vogels en van sommige reptielen en vissen.
Bijen spelen een essentiële rol in de productie van honing, hoewel die geen deel uitmaakt van hun organisme.

### Dieren als voedsel
Reeds in vroege prehistorische tijden waren de jacht en de visvangst een vast onderdeel het leven in veel mensengemeenschappen, zoals blijkt uit muurschilderingen en andere archeologische vondsten; in een recenter verleden ontstonden pastorale nomadengemeenschappen die voor een deel van hun levensonderhoud afhingen van een kudde vee. De geschreven geschiedenis wordt echter in alle culturen voorafgegaan door de neolithische revolutie: de stichting van sedentaire beschavingen gebaseerd op de teelt van gedomesticeerde planten en dieren.
De belangrijkste groepen dieren in termen van jaarlijkse vleesproductie zijn runderen, varkens, vogels (vooral hoenders), schapen en geiten, vissen, kreeftachtigen en weekdieren. Ook paarden, kamelen en honden worden voor hun vlees geteeld.

## Dierenrechten
Dierenrechten zijn subjectieve rechten die in sommige jurisdicties worden toegekend aan (niet-menselijke) dieren. In een beperkte, maar veel verspreide interpretatie gaat het over dierenwelzijn: maatregelen die moeten voorkomen dat zelfbewuste dieren ernstig zouden lijden. Sommige rechtsregels gaan iets verder en verbieden ook handelingen die de mens als vernederend voor het dier beschouwt, zoals het doen aantrekken van bepaalde kostuums of versieringen, en het dienen tot voorwerp van vermaak. De notie van een subjectief dierenrecht staat tegenover de traditionele opvatting dat dieren een voorwerp van eigendom kunnen zijn.